# Triccus (Toreut)
Triccus war ein antiker römischer Toreut (Metallbildner), der in der zweiten Hälfte des 2. Jahrhunderts wohl in Obergermanien tätig war.
Triccus ist heute nur noch aufgrund von sechs Signaturstempeln auf Becken aus Bronze bekannt. Die Signatur lautet lateinisch THALETRCC beziehungsweise lateinisch THALET(T?)RCC. Die Signatur, die bislang noch nicht gesichert aufgelöst werden konnte, bereitet der Forschung einige Probleme. Eine Möglichkeit, die von einer größeren Zahl Forscher bevorzugt wird, ist die Lesung als Thalius et Triccus, möglich ist aber auch die Lesung als Thalius Triccus. Damit würde die Lesung nicht nur über den Namen entscheiden, sondern auch darüber, ob es sich dabei um einen oder zwei Toreuten handelt. Möglich ist auch, dass er mit dem Toreuten Titus Triccus identisch ist. Signaturen auf Bronzegefäßen, noch dazu auf Becken, waren im 2. Jahrhundert anders als im 1. Jahrhundert eher selten.
Die Hälfte der Stücke wurde in einem Depotfund im Römerbad von Weißenburg in Bayern gefunden. Die Materialanalyse zeigte, dass sie gemeinsam mit einem vierten Stück des Fundes eine so deutliche Gemeinsamkeit in der Zusammensetzung aufweisen, dass sie mit an Sicherheit grenzender Wahrscheinlichkeit nicht nur in derselben Werkstatt, sondern auch im selben Arbeitsgang gefertigt wurden. Es wurde darüber hinaus vorgeschlagen, den Produktionsort in Weißenburg anzunehmen. Auch die weiteren drei Stücke wurden in Deutschland beziehungsweise Belgien und damit im römischen Germanien gefunden. Bei den Stücken handelt es sich um:
1. Bronzebecken; gefunden in einem Frauengrab in Tienen, Provinz Flämisch-Brabant, Belgien.[1]
2. Bronzebecken; gefunden in Pfaffenhofen an der Ilm (dem antiken Pons Aeni) in Bayern, Deutschland; heute in der Archäologischen Staatssammlung in München.[2]
3. Bronzebecken; gefunden in einem Depotfund im Römerbad von Weißenburg in Bayern, Bayern, Deutschland; heute im Römermuseum Weißenburg.[3]
4. Bronzebecken; gefunden in einem Depotfund im Römerbad von Weißenburg in Bayern, Bayern, Deutschland; heute im Römermuseum Weißenburg.[4]
5. Bronzebecken; gefunden in einem Depotfund im Römerbad von Weißenburg in Bayern, Bayern, Deutschland; heute im Römermuseum Weißenburg.[5]
6. Bronzebecken; gefunden in Barnstorf, Landkreis Diepholz, Niedersachsen, Deutschland; heute im Niedersächsischen Landesmuseum in Hannover.[6]

## Einzelbelege
1. ↑  Richard Petrovszky: Studien zu römischen Bronzegefäßen mit Meisterstempeln. Leidorf, Buch am Erlbach 1993, S. 327–328, Nr. Z.15.01.
2. ↑  Inventarnummer 1972/303; Richard Petrovszky: Studien zu römischen Bronzegefäßen mit Meisterstempeln. Leidorf, Buch am Erlbach 1993, S. 328, Nr. Z.15.02.
3. ↑  Inventarnummer 1981/4420; Richard Petrovszky: Studien zu römischen Bronzegefäßen mit Meisterstempeln. Leidorf, Buch am Erlbach 1993, S. 328, Nr. Z.15.03.
4. ↑  Inventarnummer 1981/4421; Richard Petrovszky: Studien zu römischen Bronzegefäßen mit Meisterstempeln. Leidorf, Buch am Erlbach 1993, S. 328, Nr. Z.15.04.
5. ↑  Inventarnummer 1981/4422; Richard Petrovszky: Studien zu römischen Bronzegefäßen mit Meisterstempeln. Leidorf, Buch am Erlbach 1993, S. 328, Nr. Z.15.05.
6. ↑  Inventarnummer 18140; Richard Petrovszky: Studien zu römischen Bronzegefäßen mit Meisterstempeln. Leidorf, Buch am Erlbach 1993, S. 329, Nr. Z.15.06.

| Personendaten    | Personendaten                      |
| ---------------- | ---------------------------------- |
| NAME             | Triccus                            |
| KURZBESCHREIBUNG | antiker römischer Toreut           |
| GEBURTSDATUM     | 1. Jahrhundert oder 2. Jahrhundert |
| STERBEDATUM      | 2. Jahrhundert oder 3. Jahrhundert |